# Moja (Einheit)
Der Moja, Moya, war ein spanisches Volumenmaß für Flüssigkeiten in Madrid, Oviedo und in verschiedenen spanischen Regionen ein Weinmaß.

## Allgemeines Volumenmaß
- Madrid, Oviedo: 1 Moja = 16 Cantaro = 293,58 Liter
  - Cantaro = 925 Pariser Kubikzoll = 18,35 Liter

## Weinmaß
- Provinz Galicien: 1 Moya = 4 Canados = 16 Ollas = 68 Azumbres = 3272 Quartillos = 5440 Oncias = 6749 Pariser Kubikzoll = 133,75 Liter
- Madrid, Málaga: 1 Moya = 16 Cantaros/große Arroba = 128 Azumbres = 512 Quartillos = 7704 Pariser Kubikzoll = 152 2/3 Liter